# 玉井尚登
玉井 尚登（たまい なおと）は、日本の化学者。関西学院大学理学部教授。愛媛県生まれ。大阪大学基礎工学部出身。
パルスレーザーを用いたいくつかの超高速レーザー分光法を開発・応用し、物質の界面層や微小領域に閉じ込められた反応系の光化学反応や励起エネルギー緩和などの解析を行っている。エバネッセント光を利用した時間分解分光法の開発も行っている。

## 主要業績
- M. Irie, T. Fukaminato, T. Sasaki, N. Tamai, T. Kawai, Organic chemistry: a digital fluorescent molecular photoswitch, Nature, 420, 759 (2002). http://www.ncbi.nlm.nih.gov/pubmed/12490936
- N. Tamai, H. Miyasaka, Ultrafast Dynamics of Photochromic Systems, Chemical Reviews, 100, 1875 (2000). http://pubs.acs.org/doi/abs/10.1021/cr9800816?journalCode=chreay